# FiVE
『FiVE』（ファイブ）は、1997年4月19日から6月28日まで、日本テレビ系の『土曜グランド劇場』枠（毎週土曜日21:00 - 21:54）で放送された日本のテレビドラマ。主演はともさかりえ。

## 概要
「ある男＝淀橋幸世と彼の部下になったアウトローな5人の少女たち＝アサミ、ナナカ、カヨ、イヅミ、マドカ」と犯罪組織との戦いを描く。
主役に当時旬であった5人の女優を起用し話題となった。

## キャスト

### 主人公チーム
アサミ（瀧川 麻美）
演 - ともさかりえ
留置場にいたところを、在籍していた学園長の越山に引き取られる。最初は越山の命令に従っていたため、ナナカらの行為を阻止しようとしていたが、TRAP-2でのエリの死をきっかけに、これまでの過去もリセットし、越山とも決別したいという思いで仲間に入る。淀橋の狙いや身辺を単独で探っていた。眩しい光を見ると、過去に目撃した父の殺害の件がフラッシュバックし、パニックを起こすこともある。金だけがすべてという考えを持ち、それ以外のこと（人間関係など）に興味を持っていなかったが、任務を遂行していくうちに徐々に気持ちを切り替えていく。昭和55年8月14日生まれ。
ナナカ（渡辺 菜那香）
演 - 鈴木紗理奈
OLだったが、既婚の派遣社員の男（早乙女の仕向けた企業スパイ）と不倫。派遣社員の男に嗾されるまま横領の末、別れ話のもつれから相手を刺し、殺人未遂と横領罪で服役。車の運転を得意とする。多少派手なルックスを持ち、過去の経験から男のターゲットに近づくのが上手い。惚れやすい性格で、時にその感情が暴走し、任務が失敗になりかけることもある。口癖は「振り返ったらあかん」。メンバーで唯一の関西人。
カヨ（小杉 香代）
演 - 篠原ともえ
ハッキングを利用した詐欺事件を起こし服役。中学生の頃、早乙女の手先だった父が銀行強盗に失敗し逮捕された事から、いじめのターゲットにされ、いじめグループのリーダーを車道に突き飛ばし負傷させた過去を持つ（この件についてはあまり公にはなっていないが、淀橋には知られていた）。パソコンを操作している時の口癖は「ビンゴ」。
イヅミ（加藤 いづみ）
演 - 遠藤久美子
資産家の娘だったが、母が謎の死を遂げた後（実際は、母は早乙女の部下として父に接近した女性だったが、結婚・出産を経て次第に父を愛するようになり、早乙女に組織からの脱退を申し出たため裏切り者として殺害された事が死の真相である）、父が再婚。継母からの酷い嫌がらせに耐えかねた弟が継母を刺殺する。自分は父に疎まれ居場所がなくなっていた事に加え、弟がやらなければ自分がやっていたとし、自ら殺人の罪を被り出頭、服役する。ピアノを得意とし、周波数などからCD音源とアナログ音源を聞き分けられるほどの聴力を持つ。
マドカ（高田 圓）
演 - 知念里奈
中学生の頃に実家が破産状態になったため（背後に早乙女が絡んでいる）中学卒業後に自動車修理工場へ就職。一緒に働いていた男の身の上に同情。男の悪事に荷担したことからストーカー行為を受け、殺されそうになり反撃。過剰防衛と同時に過去におこなった窃盗なども追及され服役。パソコン能力に関してはカヨの次に上とされる。
エリ / タナツグ エリ（TRAP-1で紹介あり）
演 - 榎本加奈子
一人称として自分の名を用いる。家が貧しい事から、学校などで金品がなくなれば真っ先に疑われることに腹を立て「本物の大泥棒になってやる！」と宣言。窃盗を実行し鑑別所へ収監される。メンバーの中では最も罪が軽微とされ、退所も検討される時期にあったが、鑑別所での生活に嫌気が差し、ナナカらと共に脱獄のメンバーに入る。TRAP-2にて越山が運転する車に轢かれ、メンバーの中で最初に死亡する。このことがアサミの心を変えるきっかけとなる。
淀橋 幸世
演 - 唐渡亮
脱獄した5人を死んだことにして引き取った人物。謎が多く、アサミらから信用されないことが多い。任務のためなら手段を選ばない。しかしアサミらへの任務の指示は的確。また自らも変装して任務に加わることもある（家庭裁判所の職員・刑事・医者など）。妹の佳苗を心の拠り所としており、アサミには任務に佳苗を巻き込むようなことがあれば殺すと言うほどである。

### 敵対する人物
早乙女 誠吾
演 - 篠井英介（第1話 - 第9話）
稲田 茂樹
演 - 嶋田久作（第1話）
信子
演 - 石井苗子（第1話）
越山（仮の早乙女）
演 - 細川俊之（第1話・第2話・第5話・第9話・最終話）
川久保 玲子（津田 純）
演 - 田中美奈子（第6話・第7話・第8話）
似鳥
演 - 若松武（第7話・第8話）
鹿島 裕之
演 - 石立鉄男（第10話）

### その他
淀橋 早苗・佳苗（本当の早乙女誠吾の娘）
演 - 深田恭子
難病により車椅子生活を余儀なくされている。リハビリなどが上手くいかず、病院での友人もいないため、マイナス思考になることが多い。淀橋のことは兄さんと呼び、彼のことをいつも心配している。淀橋の死後、彼にかけられていた生命保険が彼女の元に渡り、手術が受けられるようになる。
- 堀恵子

### ゲスト
第1話
- 沼崎悠（第5話・第7話）
- 大井小町
- 若尾義昭
- 伊藤俊人
- 須永慶
- 平尾仁彰
- 岡田俊博
- 山口玲子
- 加藤祐子
- 銭燿勲（第9話）
- 森山米次
- 晶衛里仁
- 水野友広
- 佐野和敏
- 高橋あゆみ
- 三浦絵理子
- しおだ凛
- 竹田真
- 天馬信紘
- 斉藤慧（第4話）
- 粕谷美奈（第5話・第7話）
- スティーブ・バートン（第3話・第4話・第8話）

第2話
- オン スイピン
- 堀勉
- 村上幹夫
- 咲野俊介
- 成田恵
- 大野英憲
- 情野麻弓

第3話
- 中川 - 峰岸徹

- リー - 加納典明

- 梶山 - 清水章吾
- 松美里巴
- 井出百合子
- 勇静華
- 平岡光司
- 本城裕司
- 富田晃介
- 増子倭文江
- 黄実
- 楊学斌
- 李琰
- 小野岡理恵
- 大渕幸
- 高橋弥生

第4話
- 黒沢和正 - 萩原流行
- 黒沢瑠璃 - 増田恵子
- 渡部猛
- 石井愃一
- 津村鷹志
- 睦五朗
- 丹治大吾（第6話）
- 塚田若乃
- 市丸優
- 大塩武
- 佐倉萌
- 柳和佐
- 長谷川綾乃
- 黒石えりか
- 樋泉昌之
- 夏川由紀子

第5話
- 神崎省吾 - 鈴木清順（第8話）
- 菅田 - 石丸謙二郎
- 甲賀瑞穂
- 市川勇
- 山崎裕太
- 及川ユキオ - 井澤健
- 内山信二
- 加藤治
- 重松収
- 井筒大介
- 則友謙司
- 水野清史
- 真鍋敏宏
- 小尾昌也
- 桑折一智
- 稲垣高子
- 佐藤正行
- 白木隆史
- 尾関伸宏
- 大橋寛展
- 津野岳彦

第6話
- 三沢 - 上田耕一
- 芹沢新（第7話）
- 宮田早苗
- 伊藤隆大
- 浅沼晋平
- 賀川黒之助
- 好光学
- 出口高史
- 佐藤尚広
- 富沢勝成
- 村山幸太
- 滝本太朗
- 山田祐人
- 片野誠也
- 鈴木竜多

第7話
- 川久保祐一郎 - 黒部進
- 銀粉蝶
- 川久保明 - 宇梶剛士
- 並樹かおり
- 田山真美子（第8話）
- フランシー・ミホ
- 桜井亜弓
- 鈴木義男
- 内藤浩二
- 大村亨
- 松上順也
- 大道寺俊典

第8話
- 佐原健二
- 片平夏貴（第9話）
- 夏川さつき
- 遠城啓輔（第9話・第10話）
- 片岡五郎
- 中丸新将
- 酒井寛治
- 義郎
- 菊地均也
- 桐本琢也
- 三宅正信
- 平田美穂
- アントニオ
- 徐京生
- 王紀平
- 安川まり
- 門間智美

第9話
- 福岡広志 - 村野武範
- 頭師孝雄
- 細木美和
- 水野政太郎
- 小林久和
- 林田美紀
- 早坂慎太郎
- 佐藤志乃
- 福原ゆき
- 清原昭彦
- 平野貴大
- 児玉徹
- 藤井誠太郎
- 佐藤武
- 石稀哲平
- 田中千鶴子
- 碇由貴子
- 安田由紀

第10話
- 八神 - 白井晃（最終話）
- 明石知也
- 水森コウ太
- 小川隆市
- 山西道広
- 小久保丈二
- 平林浩太郎
- 石橋祐
- 橋川剛
- 大川周作
- 上田直彦
- 望月悦子
- 香月達行
- 市川敦資
- 佐瀬雅彦
- 山崎成樹

最終話
- ミッキーカーチス
- 松田勝
- 山口年美
- 早坂悠
- 橋川剛

## タイトルバック・エンディング
第1話のTRAP-1と第3話のTRAP-003以降ではタイトルバック・エンディングが若干異なる。TRAP-1・TRAP-2のタイトルバックには人数が6人いる。
TRAP-1・TRAP-2での紹介順
- CODENAME ASAMI アサミ Stature 168cm Age 17 BloodType A
- CODENAME NANAKA ナナカ Stature 162cm Age 18 BloodType B
- CODENAME KAYO カヨ Stature 152cm Age 18 BloodType AB
- CODENAME ERI エリ Stature 157cm Age 16 BloodType B
- CODENAME IZUMI  イヅミ Stature 165cm Age 17 BloodType A
- CODENAME MADOKA マドカ Stature 162cm Age 16 BloodType O

並び順は左からマドカ・エリ・アサミ・イヅミ・ナナカ・カヨだがはっきりと分からず、ぼやけた映像になっている。エンディングクレジットにはタイトルバック順にキャストが表記される。ただし、映像的にはエリ（榎本加奈子）は途中一瞬アップで写るのみで、他の5人のアップや走りがメインになっている。
TRAP-003以降（第3話のみ003表記　正式にはTOKYO TONIGHT/1997.05.03 TRAP-003）は以下の5人になり、タイトルバック・エンディングにエリ（榎本加奈子）のカットはなくなる。
TRAP-003以降の紹介順
- CODENAME ASAMI アサミ Stature 168cm Age 17 BloodType A
- CODENAME NANAKA ナナカ Stature 162cm Age 18 BloodType B
- CODENAME KAYO カヨ Stature 152cm Age 18 BloodType AB
- CODENAME IZUMI イヅミ Stature 165cm Age 17 BloodType A
- CODENAME MADOKA マドカ Stature 162cm Age 16 BloodType O

並び順は左からマドカ・アサミ・イヅミ・ナナカ・カヨとなる。
このオープニングに使用されている身長、年齢、血液型は本人とほぼ同じ（ただし、ナナカ役の鈴木紗理奈は当時19歳でA型、イヅミ役の遠藤久美子は当時19歳でO型）。
第4話のTRAP-4から表記が簡素化に戻り、最終話はFINAL-TRAPと表記された。エンディング終了後のTRAP-1とFINAL-TRAPのみ、キャストの素のカットコメントが5秒程ある。

## 受賞歴
- 第13回ザテレビジョンドラマアカデミー賞
  - 撮影賞

## 放送リスト
| 放送日                                                    | 映像上のサブタイトル | 新聞などでのサブタイトル                                  | 脚本     | 演出     | 視聴率 |
| --------------------------------------------------------- | -------------------- | --------------------------------------------------------- | -------- | -------- | ------ |
| 1997年4月19日                                             | TRAP-1               | 大脱獄                                                    | 野尻靖之 | 猪股隆一 | 17.9%  |
| 1997年4月26日                                             | TRAP-2               | 死の絆!                                                   | 野尻靖之 | 猪股隆一 | 17.7%  |
| 1997年5月3日                                              | TRAP-003             | 悪魔の密売 美少女失跡の罠                                 | 橋本以蔵 | 大谷太郎 | 17.0%  |
| 1997年5月10日                                             | TRAP-4               | 死の旋律! 毒ガスの恐怖!!                                  | 橋本以蔵 | 長沼誠   | 18.8%  |
| 1997年5月17日                                             | TRAP-5               | 永遠の別れ 第1部完結編!                                   | 橋本以蔵 | 猪股隆一 | 16.3%  |
| 1997年5月24日                                             | TRAP-6               | イジメ少年暗殺計画! 幻の名画盗難の謎!!遂に死闘が始まった  | 大川俊道 | 大谷太郎 | 15.0%  |
| 1997年5月31日                                             | TRAP-7               | 完全犯罪!湖底に消えた謎                                   | 橋本以蔵 | 長沼誠   | 13.5%  |
| 1997年6月7日                                              | TRAP-8               | 殺人VTR 仮面の女の牢獄犯罪                                | 橋本以蔵 | 猪股隆一 | 14.6%  |
| 1997年6月14日                                             | TRAP-9               | 復讐の切札!スキャンダル報道の罠!!                         | 酒井直行 | 大谷太郎 | 14.8%  |
| 1997年6月21日                                             | TRAP-10              | 裏切りの十字架!友が泣きながら死す時                       | 橋本以蔵 | 長沼誠   | 17.2%  |
| 1997年6月28日                                             | FINAL-TRAP           | 悪魔に勝利する日! 愛する友が燃え尽きる…香港マネー強奪作戦 | 大川俊道 | 猪股隆一 | 13.4%  |
| 平均視聴率16.0%（視聴率は関東地区・ビデオリサーチ社調べ） |                      |                                                           |          |          |        |

## スタッフ
- 脚本：野尻靖之、橋本以蔵、大川俊道、酒井直行
- 音楽：Ram Jam World、キハラ龍太郎、yagihashi kanpei
- 演出：猪股隆一、大谷太郎、長沼誠
- ファイティングコーディネイター：佐々木修平
- カースタント：スーパードライバーズ
- 技術協力：NTV映像センター
- 美術協力：日本テレビアート
- チーフプロデューサー：小杉善信
- プロデュース：佐藤敦、北島和久

## 主題歌
- 「ESCAPE」 - MOON CHILD

このドラマでの使用もあり、リリース3週目にオリコンシングルチャート（週間）1位を記録。

## その他
- TRAP-7〜9で登場した『女性が長い布を纏っている絵画』は、前番組「金田一少年の事件簿」の第2シリーズ(1996年)の第5, 6話「怪盗紳士の殺人」で登場した『海津里美の絵』である。
また「怪盗紳士の殺人」には和泉さくら役として遠藤久美子が出演している。
- 1997年6月28日放送の最終回は、それまでより視聴率を大きく下げているが、この日の夜に神戸連続児童殺傷事件の犯人が逮捕され、本作の放送時間帯にNHKなどで特別報道番組が編成されたことも一因にある。